# Tekken Tag Tournament
Tekken Tag Tournament, (鉄拳タッグトーナメント) lanzado en julio de 1999 para Arcade, es una actualización a Tekken 3 y es la cuarta entrega de la serie popular Tekken. Sin embargo, no sigue la historia lineal de Tekken. El juego estaba originalmente disponible como kit de la actualización para Tekken 3, y portado a PlayStation 2 en el 2000 con los gráficos mejorados y los nuevos modos. Además los escenarios de este juego son escenarios de Tekken 3 solo que han sido reconstruidos y modernizados, por ejemplo: el escenario "Forest" (el cual también tiene una reconstrucción y modernización en Tekken 5: Dark Resurrection) ya no es un simple bosque, ahora está nevando en esta entrega, otro ejemplo: el escenario "Carnival" en esta entrega ahora tiene público y ya no es un simple parque de diversiones como lo era en la versión de Tekken 3. 
En 2011, Namco Bandai anunció la segunda parte, Tekken Tag Tournament 2.

## Historia
Tekken Tag Tournament, siendo un juego fuera de la trama original, no presenta argumento alguno. Es una compilación de la serie Tekken que da a los aficionados la oportunidad de jugar como si cada personaje de la serie subiera hasta ese punto. Sin embargo, algunos aficionados piensan que esto ocurre durante la representación de los hechos de Jin Kazama en estado diabólico, más conocido como "Devil Jin". Otros dicen que es un torneo con los mejores luchadores de Tekken 1, Tekken 2 y Tekken 3.

## Modo de juego
Tekken Tag Tournament, siendo el primer título de Tekken para PlayStation 2, los gráficos ofrecidos son detallados y mejorada la calidad de la música. Esto fue notable para tener la lista más grande de personajes de la serie, alardeando de unos extravagantes 38 personajes, volviendo de todas las entregas anteriores de la serie, excepto para "Unknown" (la jefa final), Tetsujin (un intercambio de traje para Mokujin) y Gold Tetsujin (intercambio de traje de Tetsujin en oro). Los tres, Unknown, Tetsujin y Gold Tetsujin han aparecido solamente en este juego, a excepción del segundo mencionado que está disponible como personalización a Mokujin en Tekken 5: Dark Resurrection, a pesar de que más adelante en Tekken Revolution, este volvería como un personaje no jugable, solo sería un oponente manejado por la máquina. Finalmente, su característica más importante es su sistema de tag (especie de cambios en batalla). Un jugador selecciona dos personajes y puede usar los cambios entre ellos para utilizar combos y saques especiales.
Tekken Tag Tournament incluye un minijuego llamado “Tekken Bowl”, que desafía al jugador a que utilice un equipo de personajes para jugar un juego del bowling. Dependiendo del personaje seleccionado de jugador, diversas cualidades serían puestas en efecto en el minijuego. Por ejemplo, Bryan Fury tiene un lanzamiento poderoso debido a su estupenda fuerza, y él puede usar un sistema apuntante para hacer tiros más exactos debido a sus realces cibernéticos. Un personaje físicamente más débil como Julia Chang tendría mucho menos poder de tiro, pero sería más fácil de controlar al darse la vuelta y darle impulso a la bola.

## Lista de personajes
- 01  Alex
- 02  Angel
- 03  Anna Williams
- 04  Armor King I
- 05  Baek Doo San
- 06  Bruce Irvin
- 07  Bryan Fury
- 08  Devil (al desbloquear al demonio se desbloquea también la galería)
- 09  Eddy Gordo
- 10   Forest Law
- 11  Ganryu
- 12  Gun Jack
- 13  Heihachi Mishima
- 14  Hwoarang
- 15  Jack-2
- 16  Jin Kazama
- 17   Julia Chang
- 18  Jun Kazama
- 19  Kazuya Mishima
- 20  King II
- 21  Kuma II
- 22  Kunimitsu I
- 23   Lee Chaolan
- 24  Lei Wulong
- 25   Ling Xiaoyu
- 26   Michelle Chang
- 27  Mokujin (en modo batalla aprieten el botón abajo para que suene como madera)
- 28  Nina Williams
- 29  Ogre
- 30  Panda
- 31  Paul Phoenix
- 32  Prototype Jack
- 33  Roger
- 34  Tiger Jackson
- 35  True Ogre
- 36  Yoshimitsu
- 37  Wang Jinrei

### Personajes nuevos
- 38  Tetsujin (versión metálica de Mokujin)
- 39  Gold Tetsujin (intercambio de traje de Tetsujin en oro)
- 40  Unknown (una misteriosa mujer que parece poseída por algún espíritu maligno. En la secuela se confirma que se trataba de Jun Kazama)

### Personajes no incluidos
- 41  Doctor Geppetto Bosconovitch (únicamente cameo, no seleccionable)
- 42  Jack (estatus desconocido)
- 43  King I (fallecido)
- 44  Kuma I (fallecido)
- 45   Marshall Law (motivo desconocido)